# Le Gault-Soigny

Le Gault-Soigny este o comună în departamentul Marne, Franța. În 2009 avea o populație de 519 de locuitori.